# براکاس ای (برونئی-موارا)
براکاس ای (به لاتین: Berakas A) یک منطقهٔ مسکونی در برونئی است که در استان برونئی-موآرا واقع شده‌است. براکاس ای ۳۱٬۱۸۰ نفر جمعیت دارد.